# Voltaje del núcleo del procesador (Vcore)
El voltaje del núcleo del procesador es el voltaje de alimentación suministrado al procesador (el cual es un circuito digital), a la unidad procesadora de gráficos (GPU), u otro dispositivo que contiene un núcleo de procesamiento. La cantidad de energía que el procesador usa, así como también la cantidad de calor que puede disipar, es el producto del voltaje y la corriente que usa. En los modernos procesadores, que son construidos utilizando tecnología CMOS, la corriente es casi proporcional a la velocidad de reloj debido a que el procesador casi no consume corriente cuando ocurre el impluso de reloj (Véase Subthreshold leakage). 
Para ayudar a conservar el consumo de energía y  la correcta disipación térmica, algunos procesadores para computadoras portátiles y de escritorio, incorporan la característica de gestión de energía que permite que el software (usualmente el Sistema operativo)ajuste la velocidad de reloj a la cual opera el procesador, de acuerdo a las necesidades del equipo (La tecnología Cool'n'Quiet de AMD es un ejemplo de ello como el speedstep de intel).
La tendencia actual, está inclinada hacia el uso de voltajes del núcleo  cada vez más bajos, disminuyendo así el consumo de energía.
- Datos: Q6164723